# کروک - زمزمه‌های شبانگاهی
کروک - زمزمه‌های شبانگاهی (لهستانی: Kruk. Szepty słychać po zmroku؛ ‏ معنای تحت‌اللفظی: کروک. زمزمه‌ها پس از تاریکی به گوش می‌رسند) یک مجموعهٔ تلویزیونی جنایی مُهیج لهستانی است که در ۱۸ مارس ۲۰۱۸ منتشر شد.
به‌دنبال استقبال بینندگان از این سریال، فصل دوم آن در سال ۲۰۲۱ تولید و منتشر شد.

## گزیدهٔ بازیگران
- میخائو ژورافسکی در نقش «آدام کروک» بازپرس بخش جنایی
- آندژی زابورسکی
- باربارا ویپیخ
- آنا نخربتسکا
- مارچین بوساک
- توماش وئوسوک
- یژی شیبال
- سزاری ووکاشویچ
- ماریوش یاکوس